# Supercoppa spagnola 2024 (calcio femminile)
La Supercoppa spagnola 2024 di calcio femminile è stata la nona edizione della Supercoppa spagnola di calcio femminile, la quinta con la formula a quattro squadre che sostituisce l'originaria a sole due contendenti. Il torneo si è disputato dal 16 al 20 gennaio 2024 allo Stadio municipale di Butarque di Leganés. Il trofeo è stato vinto per la quarta volta, e la terza consecutiva, dal Barcellona, che in finale ha superato il Levante con il risultato di 7-0.

## Formato
A contendersi il trofeo sono state quattro squadre, formula adottata per la quinta volta dall'edizione 2020 che ha ripreso il trofeo originariamente a due sole squadre disputato per quattro stagioni dal 1997 al 2000. La competizione ha visto la partecipazione delle finaliste della Coppa della Regina 2022-2023 e delle squadre meglio classificate della Primera División 2022-2023 che non si erano già qualificate alla finale di Coppa: nell'ordine Atlético Madrid, Real Madrid, Barcellona e Levante.
La competizione ha visto svolgersi due gare di semifinale in gara unica nella sede prestabilita, con le vincenti di queste sfide che hanno avuto accesso alla finale che ha assegnato il trofeo, anch'essa in gara unica nella stessa sede. L'Atlético Madrid, vincitore Coppa, ha sfidato il Levante, terzo classificato in Primera División 2022-2023 e, di conseguenza, il Barcellona, Campione di Spagna e detentore della Coppa, si è scontrato con il Real Madrid, secondo classificato in Coppa. Le sfide si sono disputate rispettivamente il 16 e il 17 gennaio 2024, mentre la finale, tra le vincenti delle semifinali, è stata giocata il 20 gennaio 2024. Non è stata disputata la finale per il 3º e 4º posto.

## Squadre partecipanti
| Squadra         | Qualificazione                                                               | Ultima partecipazione    |
| --------------- | ---------------------------------------------------------------------------- | ------------------------ |
| Barcellona      | Campione di Spagna 2022-2023 e detentrice della Coppa della Regina 2022-2023 | Supercoppa spagnola 2023 |
| Atlético Madrid | Finalista di Coppa della Regina 2022-2023                                    | Supercoppa spagnola 2022 |
| Real Madrid     | Finalista di Coppa della Regina 2022-2023                                    | Supercoppa spagnola 2023 |
| Levante         | 3ª classificata in Primera División 2022-2023                                | Supercoppa spagnola 2022 |

## Risultati

### Tabellone
|  | Semifinali      | Semifinali      | Semifinali |            |         | Finale  | Finale | Finale |  |
|  |                 |                 |            |            |         |         |        |        |  |
|  | Atlético Madrid | Atlético Madrid | 1          |            |         |         |        |        |  |
|  | Atlético Madrid | Atlético Madrid | 1          |            |         |         |        |        |  |
|  | Levante (dts)   | Levante (dts)   | 3          |            |         |         |        |        |  |
|  | Levante (dts)   | Levante (dts)   | 3          |            | Levante | Levante | 0      |        |  |
|  |                 |                 |            |            | Levante | Levante | 0      |        |  |
|  |                 |                 | Barcellona | Barcellona | 7       |         |        |        |  |
|  | Barcellona      | Barcellona      | Barcellona | Barcellona | 7       | 4       |        |        |  |
|  | Barcellona      | Barcellona      |            |            |         |         |        |        |  |
|  | Real Madrid     | Real Madrid     | 0          |            |         |         |        |        |  |

### Semifinali
| Arbitro: | Ainara Andrea Acevedo Dudley (Barcellona) |

|             |           |                                   |
| Ajibade 21’ | Marcatori | 8’ (rig.) Sosa 116’, 120+4’ Nunes |

| Arbitro: | Marta Huerta de Aza (Tenerife) |

|                                               |           |  |
| Caldentey 12’, 39’ (rig.) Paralluelo 15’, 52’ | Marcatori |  |

### Finale
| Arbitro: | Olatz Rivera Olmedo (Saragozza) |

|  |           |                                                                   |
|  | Marcatori | 12’, 45+2’ Paralluelo 24’, 36’, 54’ Hansen 26’ Battle 57’ Bonmatí |

### Formazioni
| Levante | Barcellona |

| Levante:               |    |                  |         |
|                        |    |                  |         |
| P                      | 25 | Emma Holmgren    |         |
| D                      | 4  | María Méndez     |         |
| D                      | 8  | Silvia Lloris    |         |
| D                      | 19 | Núria Mendoza    |         |
| D                      | 20 | Paula Tomás      | 45’ 58’ |
| C                      | 6  | Paula Fernández  |         |
| C                      | 11 | Ángela Sosa      | 58’     |
| C                      | 12 | Leire Baños      | 50’ 70’ |
| A                      | 7  | Mayra Ramírez    | 58’     |
| A                      | 9  | Nataša Andonova  |         |
| A                      | 10 | Alba Redondo     | 70’     |
| A disposizione:        |    |                  |         |
| P                      | 1  | María Valenzuela |         |
| P                      | 36 | Andrea Tarazona  |         |
| D                      | 2  | Antônia          | 58’     |
| D                      | 16 | Estela Carbonell |         |
| C                      | 14 | Daniela Arques   | 58’     |
| C                      | 21 | Anna Torrodà     | 70’     |
| A                      | 19 | Gabi Nunes       | 58’     |
| A                      | 23 | Érika González   | 70’     |
| Allenatrice:           |    |                  |         |
| José Luis Sánchez Vera |    |                  |         |

| Barcellona:      |    |                        |     |
|                  |    |                        |     |
| P                | 13 | Cata Coll              |     |
| D                | 2  | Irene Paredes          | 45’ |
| D                | 15 | Lucy Bronze            |     |
| D                | 22 | Ona Batlle             |     |
| D                | 23 | Ingrid Engen           |     |
| C                | 12 | Patricia Guijarro      | 63’ |
| C                | 14 | Aitana Bonmatí         | 79’ |
| C                | 21 | Keira Walsh            |     |
| A                | 7  | Salma Paralluelo       | 64’ |
| A                | 9  | Mariona Caldentey      |     |
| A                | 10 | Caroline Graham Hansen | 64’ |
| A disposizione:  |    |                        |     |
| P                | 24 | Gemma Font             |     |
| D                | 8  | Marta Torrejón         |     |
| D                | 34 | Martina Fernández      | 45’ |
| C                | 24 | Esmee Brugts           |     |
| C                | 26 | Giulia Dragoni         |     |
| C                | 30 | Vicky López            | 64’ |
| A                | 6  | Clàudia Pina           | 63’ |
| A                | 19 | Bruna Vilamala         | 79’ |
| A                | 20 | Asisat Oshoala         | 64’ |
| A                | 40 | Lucía Corrales         |     |
| Allenatore:      |    |                        |     |
| Jonatan Giráldez |    |                        |     |

| Assistenti arbitrali: Silvia Fernández Pérez Rocío Puente Pino Quarto ufficiale: Zulema González González VAR: María Eugenia Gil Soriano Assistente al VAR: Judit Romano García | Regole dell'incontro: - due tempi regolamentari da 45 minuti ciascuno; - due tempi supplementari da 15 minuti ciascuno in caso di parità; - tiri di rigore in caso di parità; inizialmente cinque per squadra, e a oltranza fino a spareggio in caso di ulteriore parità; - numero massimo di 21 giocatori per squadra a referto (11 in campo e 10 come potenziali sostituti); - cinque sostituzioni permesse; una sesta permessa nei tempi supplementari. |